# Stenocephalemys ruppi
Stenocephalemys ruppi (Van der Straeten & Dieterlen, 1983) è un roditore della famiglia dei Muridi endemico dell'Etiopia.

## Descrizione

### Dimensioni
Roditore di piccole dimensioni, con la lunghezza della testa e del corpo tra 124 e 138 mm, la lunghezza della coda tra 143 e 179 mm, la lunghezza del piede tra 29 e 33 mm, la lunghezza delle orecchie tra 23 e 26 mm e un peso fino a 60 g.

### Aspetto
La pelliccia è soffice. Le parti superiori sono bruno sabbia, mentre le parti ventrali sono bianche. La base dei peli è ovunque grigio scura, la linea di demarcazione lungo i fianchi è giallastra e netta. Le orecchie sono prominenti e leggermente ricoperte di peli. Le zampe sono bianche, solitamente con delle macchie scure sui metatarsi. La coda è più lunga della testa e del corpo, è grigio scura sopra e più chiara sotto. Le femmine hanno 3 paia di mammelle pettorali e 2 paia inguinali.

## Biologia

### Comportamento
È una specie terricola e notturna.

### Alimentazione
Si nutre di semi e di bacche.

## Distribuzione e habitat
Questa specie è endemica dei monti Gughe nell'Etiopia sud-occidentale.
Vive nelle foreste d'altura e negli arbusteti tra 2.800 e 3.200 metri di altitudine.

## Conservazione
La IUCN Red List, considerata l'assenza di informazioni recenti sull'estensione del proprio areale, sui requisiti ecologici, sulle eventuali minacce e lo stato conservativo, classifica S.ruppi come specie con dati insufficienti (DD).